# GOGO DEMPA
『GOGO DEMPA』（ゴーゴー・デンパ）は、でんぱ組.incの4枚目のオリジナル・アルバム。2016年4月27日にMEME TOKYOから発売され、同年5月20日にはソニーミュージック台湾から「台湾盤」が発売された。

## リリース
前作のオリジナル・アルバム『WWDD』から1年2ヶ月振りとなる作品で、でんぱ組.incが2011年12月以降の6人体制となってから5年目という節目にリリースされる。本作の発売決定は2016年2月17日に初めて報道され、全収録曲とジャケットデザインは3月9日に公表された。2nd、3rdアルバムはいずれもコンサートツアー開始前に発売されていたが、本作は初めてツアー終了後に発売される形となる。5月20日にはソニーミュージック台湾から「台湾盤」が発売された。
本作は『おつかれサマー!』、『あした地球がこなごなになっても』などの既発シングル・カップリング曲、2015年10月から2016年3月にかけてリリースされた配信限定曲、そしてジェーン・スー、車谷浩司などが作詞・作曲を手掛けた新曲の合計15曲が収録される。CDのみの「通常盤」、DVD付きの「初回限定盤」、ファンクラブ「でんぱとう」会員限定販売となるBlu-ray付きの「超豪華初回限定盤」、そしてアナログレコード、カセットテープの合計5種類での発売となる。「初回限定盤」および「超豪華初回限定盤」の映像特典にはメンバーによる副音声コメント付きのミュージック・ビデオとライブ映像が収録される。

## テーマと曲調
本作のタイトル『GOGO』は「5年目」であることを意味しており、それ以外の「裏テーマ」は特に無いとしている。
アルバム全体の傾向としてはブラスセクション（金管楽器で構成されたパート）の多用、ジャズ・ファンク色の強さが指摘されており、それらが華やかさ、ポップさ、多幸感に繋がっていると評価されている。本作はいわゆる「電波ソング」と呼ばれるジャンルだけではなく、ジャズとして『アンサンブルは手のひらに』、EDMとして『惑星★聖歌〜Planet Anthem〜』、センチメンタルな曲調として『キボウノウタ』『ユメ射す明日へ』が収録され、「新機軸を取り入れ自分達の音楽の枠をどんどん広げている」とも評価されている。

### メンバーによる総評
リーダーの相沢梨紗は「今作は最初が明るく、途中でアンニュイ（物憂げ）な曲が挟まり、最後は『ゆったりしっとり』という感じで終わる。でんぱ組のアルバムでこんなに切なげな曲順で繋げるのも珍しい」「新しい挑戦がいっぱい詰まったアルバム。振付師のYumikoから『これから先ハチャメチャ感だけではやっていけない』と言われ、技術の向上や個性の打ち出し方を考えていた」「『私なんかにできないよね』という弱気なところから『でも頑張らなくちゃ』みたいな奮い立つようなものが多い。でんぱ組らしさも詰まっているが、面白い曲から真面目な曲まで振り切った曲調を集めることができた」、センターの古川未鈴は「既出のシングル曲がアッパーで攻めている分、新曲はゆっくりした曲調が多い」「5年目だからこそできたアルバム。今までは自分達が背中を押して欲しいという感じだったが、いつの間にか押す側に回っている曲が多くなっていた」、メンバーの藤咲彩音は「今作は総じて『涙』が多い。5年間の振り返りをさせられる曲が多く、もっと自分のことをよく考えて、頑張らなきゃいけないと奮い立たされる」、最上もがは「大体がゆったり目の曲。最初は暗いが、『そんな自分でも頑張れる!』みたいな歌詞が多い」、夢眠ねむは「今作の新曲は、とにかく先を見て新しいことをしていこうという感じが強い。結果として『これもでんぱ組.incである』と言える新しい形を作ることができた」 と述べている。
また、夢眠は「こんなに良い歌が集まっているが、歌っているのはダメ人間ですよ?と思う時がある」とした上で、「ところがライブで披露すると印象が変わる。目の前に人が居れば普通に『やれる!』、『伝えたいことがある!』という気持ちで歌うことができる。他のピュアなアイドルとは違って、でんぱ組.incの場合は全員のバックボーンが歌声と共に押し寄せてくるから、結果“尊く”聴こえる」と述べている。

## アートワーク
アートワークは志賀匠がディレクションを担当し、初回限定盤のデザインは愛☆まどんな、浅野いにお、ICHASU、最後の手段、谷口菜津子、陽子の6名がそれぞれメンバーを描いたイラストを組み合わせたビジュアルとなっている。メンバーの成瀬瑛美は、「もしでんぱ組.incをアニメ化するなら、メンバーをそれぞれ違うデザイナーに描いて欲しいという夢があり、それが今回叶った」、夢眠は「それぞれのメンバーに合うデザイナーがぴったりハマっているのが凄く可愛い」と述べている。

## 評価
ライターの柴那典は、ミュージック・マガジンに於いて、「グループが築き上げてきた音楽性の変化を感じさせる1枚」と評価し、「過密な情報量を詰め込んだ得意の曲調に加えて、J-POPの王道を取り入れた曲も並ぶ。過剰さと大衆性のハイブリットを形にしたアルバム」、「日本のオタク・カルチャーから勃興した『DEMPA』というジャンルを更にポップに広げるアルバム」 と述べている。また、Real Soundのコラムに於いても、「新たなフェーズに足を踏み入れた。持ち前のカラフルな個性は失わず、より広い地平を目指し始めている」とコメントし、「グループのキャッチコピーである『萌えキュンソングを世界にお届け』の内実は、オタクカルチャー由来の電波ソングではなく、様々な作曲家が手掛ける『でんぱ印』のユニークな音楽性になっている。そこにはストレートなポップソングも、様々なジャンルの音楽をでんぱ組.incなりに吸収した楽曲も含まれるようになっており、本作はその象徴となる1枚」と評価している。
ライターの小山守は、ミュージックマガジンに於いて、前述のように「新機軸を取り入れ自分達の音楽の枠をどんどん広げている」としながらも、「それでも『でんぱ組.incっぽい』としか言いようが無い仕上がりになっているのは、声質・キャラクターが全く異なる6人のボーカルという、絶対的な強みがあるから」と述べており、「音楽的な冒険が常にある、だからでんぱ組.incの音楽はいつも新鮮、刺激的で、面白い。本作はその彼女達を更に更新したアルバム」と評価している。
ライターの近藤真弥は、ミュージックマガジンに於いて、本作は前作『WWDD』の路線を継承した作品であるとし、「6曲目までは勢いのある曲で占められ、7曲目以降は落ち着いた雰囲気の曲が多くなる内容は、まるで2部構成の演劇を観ているようで面白い」と評価する一方で、「せっかく豪華な面々が参加しているのだから、もう少しチャレンジングなアレンジを加えても良かったのでは」、「良く言えば手堅いが、悪く言えば無難。勿論、円熟期を迎えるためには『深化』も必要不可欠だろう」と述べている。

## 売上
2016年5月9日付のオリコンウィークリーチャートの集計によれば、発売初週に約3.8万枚を売り上げて初登場3位を記録した。これは2015年2月に発売された前作『WWDD』と同順位であるが、売上枚数は前作の3.3万枚を上回る「自己最高記録」と報じられた。
同日付のビルボードジャパン週間アルバムチャートの集計によれば、約3.1万枚を売り上げて初登場3位を記録した。

## 収録内容

### CD（通常盤・初回限定盤・超豪華盤・アナログLP・カセットテープ）
1. 「GOGO DEMPA」
インストゥルメンタル[20]。ファンクに和楽器を散りばめたオリエンタルなテイストと評される[20]。
2016年1月から4月にかけて開催された全国ツアー『GOGO DEMPA TOUR 2016〜まだまだ夢で終わらんよっ!〜』に於いて登場時のBGMに使用されていた[23]。
2. 「破! to the Future」（バットゥーザフューチャー[23]）
配信限定シングルとして2016年1月8日に発売[24]。BPMはこれまでのでんぱ組.incの楽曲で最も早い240である[13]。
夢眠は本曲を「個人的に凄く自分に必要な曲」と述べており、特に好きなフレーズとして「もしコレがほしいのならば どうぞ あげる もういらないわ」を挙げ、「最近でんぱ組.incに憧れていると言われることが増えたが、それに対して『そういうのをやるんだったら自分達は先に行くんで、どうぞあげます』というような気持ちを言ってくれている気がする。角が立つことを言うのは良くないが、それくらいの気持ちでないとアイドルの世界はやっていけない」と述べている[9][25]。また、6thシングル『W.W.D』の続編、アンサーソング的位置付けであり、アルバム制作時点でのメンバーの心情や姿勢をよく表しているとの指摘もある[25]。
ライターの柴那典は、「次々と風景が切り替わっていくジェットコースター的印象を与える曲調。まさに『でんぱ印』と言えるナンバー」と評価している[19]。
3. 「ファンファーレは僕らのために」
配信限定シングルとして2016年2月5日に発売[26]。
成瀬は「松岡修造をイメージしながら歌った。頑張る人の背中を無理矢理ぐいぐい押していけるような力になりたいと思い、勢い付けて歌ってみた」と述べている[27]。柴は「手数の多いベース、華やかなブラスが聴きどころの高速ファンクチューン」と評価している[19]。
4. 「惑星★聖歌〜Planet Anthem〜」
「でんぱ流EDM」と評されており[13]、ここまでダンス・ミュージックに特化した曲は初めてであると述べられている[15]。
サビ部分のラップは成瀬と藤咲により担当されている[13]。録音は様々なバージョンを試しながら行ったため、普段の2倍くらい収録に時間が掛かったと述懐している[15]。夢眠は「今のでんぱ組ではなく、未来という感じがする。感情や情景の入り方がいつもと違ったので少し難しかったが、ラップ部分も未来っぽくて良いと思う」[27]、相沢は「ボーカロイドみたいな気持ちで歌った」[27] と述べている。
柴は「太いシンセ、高揚感の高いメロディは三代目J Soul Brothersにも通じるようなダンス・サウンド」と評価している[20]。
5. 「STAR☆ットしちゃうぜ春だしね」
配信限定シングルとして2016年3月4日に発売[28]。
夢眠は「一見『呑気』、『イエー!』という感じがする曲だが、よく聴くと泣けるフレーズが多い。影があると言われ続けてきたでんぱ組.incが歌うべき曲」[29]「一枚上手な大人な感じも出しつつ、軽く達観している印象を受ける」[27]、藤咲は「同じ春ソングでも『サクラあっぱれーしょん』は全部幸せという感じだったが、この曲は背中を押されながらも後ろを見ながら走っているような感覚があって、少し余裕があるように感じる。慌てん坊な馬みたいなイメージがあって、凄い楽しい」[27] と述べている。
柴は「カントリーウエスタンの音色を大々的に取り入れた軽快なナンバー。でんぱ組.incらしい目まぐるしさを持ちつつも、明るく華やかで切ないメロディーが魅力」と評価している[19]。
ITベンチャーイベント「THE BRIDGE Fes」の公式テーマソングであった[28]。夢眠によれば、「タイアップ曲でもあったので、スタートアップ（ベンチャー）企業的な単語も混じり、春という新しいことを始めるフレッシュな雰囲気なども持ち合わせた曲」であるという[23]。
6. 「アキハバライフ♪」
14thシングル、「通常盤」「初回限定盤A・B」のカップリングとして収録。
7. 「おつかれサマー!」
13thシングルの表題曲。
8. 「永久ゾンビーナ」
配信限定シングルとして2015年10月9日に発売[30]。ハロウィンソングであり、配信版ジャケットのイラストは相沢が担当している[30]。
本作の中では最も「電波ソングっぽい曲」とされており、「『電波ソング』と言うより『でんぱ組.incの曲』というステージに来ている」、「『でんぱっぽくない』ではなく『やってみたら結局でんぱっぽくなっていた』という感じ」であると述べられている[31]。
9. 「アンサンブルは手のひらに」
ジャンルとしてはスウィング・ジャズに分類され、でんぱ組.inc特有の掛け合いや高速フレーズは無く、「シンプルな構成で渋い曲調」とされている[20]。最上は「仮歌の段階でも一番衝撃的だった。これまで歌ったことがないジャンルだし、マネージャーから椎名林檎のように歌うように指示が出て、凄く悩んだ」[32]、成瀬は「他の曲は17歳や14歳のイメージで歌うように指示されたが、この曲は20代の感じで歌っているので、そこを聴いて欲しい」[31]、古川は「他のメンバーが大人っぽ過ぎたので、バランス調整も込めて自分は明るめに歌っている」[31] と述べている。
10. 「きっと、きっとね。」
ジャンルとしてはシティ・ポップに分類される[20]。柴は6thシングルのカップリング曲『冬へと走りだすお!』のような渋谷系へのオマージュを感じさせる曲であると述べている[20]。
夢眠は「帰り道に聴いて『明日も頑張ろう』と思えたら勝ち。この曲があれば『なんとかなる!』と無理やり紙に書いたりする必要も無い」と述べている[23]。
11. 「Dem Dem X'mas」
配信限定シングルとして2015年12月18日に発売[33]。クリスマスソングであり、前作『永久ゾンビーナ』と同様に配信版ジャケットのイラストは相沢が担当している[33]。
12. 「ムなさわぎのヒみつ?!」
13thシングル、「初回限定盤B」のカップリングとして収録。
13. 「キボウノウタ」
バラードである[20]。歌い出しは古川が担当しているが、「こんなにしっとりとした歌い出しをやらせてもらうこともあまり無かったから、責任重大であると感じた」と述懐している[12]。
14. 「ユメ射す明日へ」
メンバー同士で「グッと来る曲、泣ける曲」としてよく話題に上がるという[13]。成瀬は「メロディーが感情を揺さぶられる感じ。まさに『マイナスからのスタート』という言葉をメロディー化した曲のような気がする」[13]「自分のパートが全部希望に溢れた歌詞で、レコーディングの際は『えいたそスイッチ』を入れて、明るくキラキラな感じで歌った。特別な思い入れのある曲」[16]、藤咲は「完全に等身大の自分、今の気持ちを歌っている曲。終盤で全員が一人ずつ歌っていく感じがとても好き」[14] と述べている。
柴は「透明感のあるサウンドに、歌唱力の増した6人が情感たっぷりに歌う。ライブの定番曲になりそうな、エモーショナルな曲調」と評している[20]。
15. 「あした地球がこなごなになっても」
14thシングルの表題曲。夢眠は「最後がこの曲で終わる感じが非常に良い。『なんだかんだやってきたが、でんぱ組.incが言いたいことは結局これである』みたいな」と述べている[16]。

### 詳細
| #   | タイトル                           | 作詞                    | 作曲                     | 編曲                 | 時間 |
| --- | ---------------------------------- | ----------------------- | ------------------------ | -------------------- | ---- |
| 1.  | 「GOGO DEMPA」                     |                         | 浅野尚志                 | 浅野尚志             | 1:13 |
| 2.  | 「破! to the Future」              | 前山田健一              | Tom-H@ck                 | Tom-H@ck             | 3:24 |
| 3.  | 「ファンファーレは僕らのために」   | 浅野尚志                | 浅野尚志                 | 浅野尚志             | 4:00 |
| 4.  | 「惑星★聖歌 〜Planet Anthem〜」    | ジェーン・スー          | 三好啓太                 | 三好啓太             | 4:59 |
| 5.  | 「STAR☆ットしちゃうぜ春だしね」    | 畑亜貴                  | 玉屋2060%                | 玉屋2060%            | 4:35 |
| 6.  | 「アキハバライフ♪」                | 田村歩美                | 田村歩美                 | 田村歩美             | 3:55 |
| 7.  | 「おつかれサマー!」                | 北川悠仁、前山田健一    | 北川悠仁・前山田健一     | Tom-H@ck             | 4:36 |
| 8.  | 「永久ゾンビーナ」                 | 森若香織                | Taiyo Doki（LILI LIMIT） | CHRYSANTHEMUM BRIDGE | 4:50 |
| 9.  | 「アンサンブルは手のひらに」       | Cozy（Laika Came Back） | Cozy（Laika Came Back）  | 村田陽一             | 3:03 |
| 10. | 「きっと、きっとね。」             | NOBE                    | 中村瑛彦                 | 飛内将大             | 4:23 |
| 11. | 「Dem Dem X'mas」                  | 浅野尚志                | 浅野尚志                 | 浅野尚志             | 4:27 |
| 12. | 「ムなさわぎのヒみつ?!」           | NOBE                    | 三好啓太                 | 三好啓太             | 3:40 |
| 13. | 「キボウノウタ」                   | NOBE、青山亮            | 青山亮                   | 釣俊輔               | 4:54 |
| 14. | 「ユメ射す明日へ」                 | 浅野尚志                | 浅野尚志                 | 浅野尚志             | 4:06 |
| 15. | 「あした地球がこなごなになっても」 | 浅野いにお              | 釣俊輔                   | Tom-H@ck             | 4:08 |

### DVD（初回限定盤）・Blu-ray（超豪華盤）

#### ミュージックビデオ
| #  | タイトル                           | 作詞 | 作曲・編曲 |
| -- | ---------------------------------- | ---- | ---------- |
| 1. | 「超絶ウルトラ☆Happy Days」        |      |            |
| 2. | 「ギダギダdaズバズバda!!」         |      |            |
| 3. | 「おつかれサマー!」                |      |            |
| 4. | 「ムなさわぎのヒみつ?!」           |      |            |
| 5. | 「あした地球がこなごなになっても」 |      |            |
| 6. | 「アキハバライフ♪」                |      |            |
| 7. | 「STAR☆ットしちゃうぜ春だしね」    |      |            |

#### ライブ映像
| #  | タイトル                        | 作詞 | 作曲・編曲 | 撮影日・イベント                                                                                      |
| -- | ------------------------------- | ---- | ---------- | --- |
| 1. | 「おつかれサマー!」             |      |            | 2015年5月31日、開港祭スペシャルLIVE                                                                   |
| 2. | 「でんぱれーどJAPAN」           |      |            | 2015年5月31日、開港祭スペシャルLIVE                                                                   |
| 3. | 「NEO JAPONISM」                |      |            | 2015年5月1日、WWD大冒険TOUR2015〜乙女の世界はまだ不思議なことばかり〜                                 |
| 4. | 「サクラあっぱれーしょん」      |      |            | 2015年5月1日、WWD大冒険TOUR2015〜乙女の世界はまだ不思議なことばかり〜                                 |
| 5. | 「おつかれサマー!」             |      |            | 2015年8月9日、ROCK IN JAPAN FESTIVAL 2015                                                             |
| 6. | 「バリ3共和国」                 |      |            | 2015年8月9日、ROCK IN JAPAN FESTIVAL 2015                                                             |
| 7. | 「FD2〜レゾンデートル大冒険〜」 |      |            | 2015年8月20日、でんぱ組.incとハローキティが贈る夏の唯一無比なスペシャルライブ〜ムなさわぎのヒみつ?!〜 |
| 8. | 「Dem Dem X’mas」               |      |            | 2015年12月22日、クリスマスコンサート2015                                                              |
| 9. | 「ORANGE RIUM」                 |      |            | 2015年12月22日、クリスマスコンサート2015                                                              |

## クレジット
GOGO DEMPA
- Programming, Guitar, Bass：浅野尚志
- Drums：佐野康夫

破! to the Future
- Programming, Guitar：Tom-H@ck
- Drums：山内”masshoi"優
- Bass：工藤嶺
- Piano：岸田勇気

ファンファーレは僕らのために
- Programming, Guitar, Bass：浅野尚志
- Drums：佐野康夫

惑星★聖歌〜Planet Anthem〜
- Programming：三好啓太

STAR☆ットしちゃうぜ春だしね
- Programming, Guitar：玉屋2060%
- Drums：佐野康夫
- Bass：種子田健
- Fiddle：門脇大輔 / 藤田弥生

アキハバライフ♪
- Programming,Keyboads：田村歩美
- Piano：横山裕章
- Guitar：生本直毅
- Bass：安達貴史
- Drums：能村亮平

おつかれサマー!
- Programming, Guitar：Tom-H@ck
- Bass：工藤嶺

永久ゾンビーナ
- Programming：CHRYSANTHEMUM BRIDGE

アンサンブルは手のひらに
- WoodBass：渡辺等
- Piano：松本圭司
- Trumpet：西村浩二 / 菅坡雅彦 / 佐久間勲
- Trombone：村田陽一 / 鳥塚心輔 / 山口隼士
- S.Sax：吉田治

きっと、きっとね。
- Programming, All Other Instrumental：飛内将大
- Guitar：福原将宣

Dem Dem X'mas
- Programming, Guitar, Bass：浅野尚志

ムなさわぎのヒみつ?!
- Programming：三好啓太
- Guitar：板垣祐介

キボウノウタ
- Programming, All Other Instrumental：釣俊輔
- Drums：佐野康夫
- Bass：種子田健
- Cello：堀沢真己

ユメ射す明日へ
- Programming, Guitar, Bass：浅野尚志
- Drums：佐野康夫

あした地球がこなごなになっても
- Programming, Guitar：Tom-H@ck
- Guitar：浅野いにお
- Bass：垣下祐紀